# Champignelles
Champignelles là một xã trong tỉnh Yonne, thuộc vùng Bourgogne-Franche-Comté của nước Pháp, có dân số là 1131 người (thời điểm 1999).

## Nhân khẩu học
| 1962  | 1968  | 1975  | 1982  | 1990  | 1999  |
| ----- | ----- | ----- | ----- | ----- | ----- |
| 1.124 | 1.149 | 1.115 | 1.160 | 1.086 | 1.131 |